# إدارة أرتيغاس

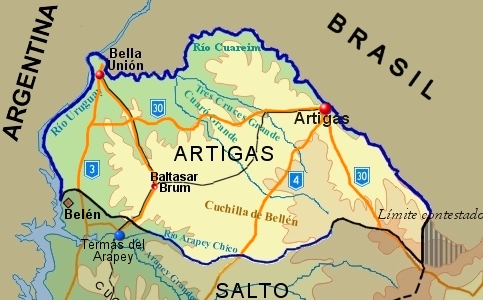
خريطة طبوغرافية لإدارة أرتيغاس

إدارة أرتيغاس (بالإسبانية: Departamento de Artigas)(تلفظ بالإسبانية: ‎/aɾˈtiɣas/‏) هي واحدة من إدارات الأوروغواي تقع الإدارة في أقصى شمال غرب البلاد عاصمتها هي أرتيغاس. تبلغ مساحتها 11928 كيلومتر مربع وهي خامس أكبر إدارة حسب مساحة في البلاد بمساحة 11,928 كيلومتر مربع (4,605 ميل2). ويبلغ عدد السكان 73,378 نسمة حسب تعداد 2011.
تحدها البرازيل من الشمال والشرق ويفصل بينها نهر كواريم. ويحدها من الجنوب إدارة سالتو، ومن الغرب الأرجنتين التي يفصلها بينهما نهر الأوروغواي. وهي الإدارة الوحيدة في الأوروغواي التي لها حدود مع دولتين. سميت المقاطعة وعاصمتها على اسم خوسيه خيرفاسيو أرتيغاس (1764-1850)، أحد القادة في حروب استقلال أوروغواي.

## التاريخ
أنشئت إدارة أرتيغاس بموجب القانون في 1 أكتوبر 1884 بعدما فصلت عن إدارة سالتو؛ كانت فيلا دي سان أوجينيو عاصمتها ثم نقلت في عام 1915 إلى أرتيغاس.

## السكان
بلغ عدد سكان إدارة أرتيغاس 73,378 نسمة (36,079 ذكور و37,299 إناث) و26,231 أسرة في تعداد 2011.
البيانات الديموغرافية لإدارة أرتيغاس 2010:
- معدل النمو السكاني: -0.006٪
- معدل المواليد: 15.48 مولود / 1000 شخص
- معدل الوفيات: 7.05 حالة وفاة / 1000 شخص
- متوسط العمر: 28.2 (27.2 ذكور و 29.2 إناث)
- متوسط العمر:
  - مجموع السكان: 75.43 سنة
  - ذكر؛ 72.03 سنة
  - الإناث: 79.35 سنة
- متوسط دخل الأسرة: 19,273 بيزو / شهر
- دخل الفرد في الحضر: 6,994 بيزو / شهر

| المراكز الحضرية الرئيسية |            |
| --- | ---------- |
| السكان حسب تعداد 2011 |            |
| \| المدينة \| عدد السكان \| \| --------------- \| ---------- \| \| أرتيغاس \| 40,658 \| \| بيلا يونيون \| 12,200 \| \| لاس بيدراس \| 2,771 \| \| توماس جومينزورو \| 2,659 \| \| بالتاسار بروم \| 2,531 \| \| بينتاديتو \| 1,642 \| \| سيكويرا \| 1,149 \| |            |
| المدينة | عدد السكان |
| أرتيغاس | 40,658     |
| بيلا يونيون | 12,200     |
| لاس بيدراس | 2,771      |
| توماس جومينزورو | 2,659      |
| بالتاسار بروم | 2,531      |
| بينتاديتو | 1,642      |
| سيكويرا | 1,149      |

## المناخ
نظرًا لموقعها الجغرافي في شمال الأوروغواي، فإن إدارة أرتيغاس ذات مناخ شبه استوائي. متوسط درجة الحرارة هي الأعلى في جميع أنحاء البلاد (19 درجة مئوية هي متوسط درجات الحرارة، وقد تصل إلى درجات الحرارة إلى 40.8 درجة مئوية في الصيف)، وكذلك هطول الأمطار (متوسط سنوي قدره 1453 ملم).
| البيانات المناخية لـأرتيغاس (1991–2020)                                                                                | البيانات المناخية لـأرتيغاس (1991–2020) | البيانات المناخية لـأرتيغاس (1991–2020) | البيانات المناخية لـأرتيغاس (1991–2020) | البيانات المناخية لـأرتيغاس (1991–2020) | البيانات المناخية لـأرتيغاس (1991–2020) | البيانات المناخية لـأرتيغاس (1991–2020) | البيانات المناخية لـأرتيغاس (1991–2020) | البيانات المناخية لـأرتيغاس (1991–2020) | البيانات المناخية لـأرتيغاس (1991–2020) | البيانات المناخية لـأرتيغاس (1991–2020) | البيانات المناخية لـأرتيغاس (1991–2020) | البيانات المناخية لـأرتيغاس (1991–2020) | البيانات المناخية لـأرتيغاس (1991–2020) |
| الشهر | يناير                                   | فبراير                                  | مارس                                    | أبريل                                   | مايو                                    | يونيو                                   | يوليو                                   | أغسطس                                   | سبتمبر                                  | أكتوبر                                  | نوفمبر                                  | ديسمبر                                  | المعدل السنوي                           |
| --- | --------------------------------------- | --------------------------------------- | --------------------------------------- | --------------------------------------- | --------------------------------------- | --------------------------------------- | --------------------------------------- | --------------------------------------- | --------------------------------------- | --------------------------------------- | --------------------------------------- | --------------------------------------- | --------------------------------------- |
| الدرجة القصوى °م (°ف)                                                                                                  | 40.9 (105.6)                            | 41.2 (106.2)                            | 40.8 (105.4)                            | 36.0 (96.8)                             | 33.0 (91.4)                             | 30.2 (86.4)                             | 30.5 (86.9)                             | 34.4 (93.9)                             | 37.0 (98.6)                             | 37.4 (99.3)                             | 40.8 (105.4)                            | 41.4 (106.5)                            | 41.4 (106.5)                            |
| متوسط درجة الحرارة الكبرى °م (°ف)                                                                                      | 32.2 (90.0)                             | 31.1 (88.0)                             | 29.4 (84.9)                             | 25.7 (78.3)                             | 21.5 (70.7)                             | 19.2 (66.6)                             | 18.7 (65.7)                             | 21.1 (70.0)                             | 22.4 (72.3)                             | 25.0 (77.0)                             | 28.0 (82.4)                             | 30.8 (87.4)                             | 25.4 (77.8)                             |
| المتوسط اليومي °م (°ف)                                                                                                 | 25.8 (78.4)                             | 25.0 (77.0)                             | 23.3 (73.9)                             | 19.9 (67.8)                             | 16.2 (61.2)                             | 14.0 (57.2)                             | 13.3 (55.9)                             | 15.2 (59.4)                             | 16.7 (62.1)                             | 19.4 (66.9)                             | 21.7 (71.1)                             | 24.3 (75.7)                             | 19.6 (67.2)                             |
| متوسط درجة الحرارة الصغرى °م (°ف)                                                                                      | 19.4 (66.9)                             | 18.9 (66.0)                             | 17.3 (63.1)                             | 14.2 (57.6)                             | 10.9 (51.6)                             | 8.9 (48.0)                              | 7.9 (46.2)                              | 9.3 (48.7)                              | 11.0 (51.8)                             | 13.8 (56.8)                             | 15.5 (59.9)                             | 17.9 (64.2)                             | 13.8 (56.7)                             |
| أدنى درجة حرارة °م (°ف)                                                                                                | 8.2 (46.8)                              | 7.9 (46.2)                              | 5.0 (41.0)                              | 1.8 (35.2)                              | −3.0 (26.6)                             | −4.6 (23.7)                             | −5.2 (22.6)                             | −4.3 (24.3)                             | −2.8 (27.0)                             | 1.2 (34.2)                              | 3.0 (37.4)                              | 6.0 (42.8)                              | −5.2 (22.6)                             |
| الهطول مم (إنش) | 142.8 (5.62)                            | 137.0 (5.39)                            | 118.4 (4.66)                            | 180.1 (7.09)                            | 136.2 (5.36)                            | 92.1 (3.63)                             | 80.2 (3.16)                             | 65.4 (2.57)                             | 119.5 (4.70)                            | 158.3 (6.23)                            | 150.2 (5.91)                            | 155.2 (6.11)                            | 1٬535٫4 (60.43)                         |
| متوسط أيام هطول الأمطار (≥ 1.0 mm)                                                                                     | 7                                       | 7                                       | 6                                       | 8                                       | 6                                       | 6                                       | 6                                       | 6                                       | 7                                       | 8                                       | 7                                       | 7                                       | 81                                      |
| متوسط الرطوبة النسبية (%)                                                                                              | 61                                      | 68                                      | 70                                      | 72                                      | 77                                      | 79                                      | 75                                      | 70                                      | 69                                      | 69                                      | 65                                      | 61                                      | 70                                      |
| ساعات سطوع الشمس الشهرية                                                                                               | 276.7                                   | 231.8                                   | 233.1                                   | 188.7                                   | 168.3                                   | 138.7                                   | 164.4                                   | 198.2                                   | 192.2                                   | 217.3                                   | 262.7                                   | 274.7                                   | 2٬546٫8                                 |
| المصدر #1: Instituto Uruguayo de Metereología                                                                          |                                         |                                         |                                         |                                         |                                         |                                         |                                         |                                         |                                         |                                         |                                         |                                         |                                         |
| المصدر #2: NOAA (هطول الأمطار والشمس 1991–2020)، Instituto Nacional de Investigación Agropecuaria (humidity 1980–2009) |                                         |                                         |                                         |                                         |                                         |                                         |                                         |                                         |                                         |                                         |                                         |                                         |                                         |

## الاقتصاد
القطاع الزراعي هو القطاع الأساسي في الإدارة، على أنه يمثل 7٪ فقط من الأنشطة الزراعية في البلاد. بلغ الناتج المحلي الإجمالي للإدارة 1.5٪ من إجمالي البلاد بمبلغ 853،635،000 دولارًا أمريكيًا (المركز السادس عشر في الدولة) في عام 2013، مع نصيب الفرد من الناتج المحلي الإجمالي 11،633 دولارًا أمريكيًا (السادس عشر في الدولة).
يوجد العقيق والجمشت في الجزء الشرقي من الإدارة.